# 雅凜神病爭議
雅凜神病爭議指的是韓國女子音樂團體T-ara時任成員雅凜在2013年的精神狀態所造成的爭議，該成員於當年在社交網路上，發表多篇圖文引起網友認為其疑似罹患神病，並使T-ara再次陷入團體霸凌傳聞，網友亦對其精神狀態提出質疑。

## 背景
雅凜在2012年7月發生和榮退團事件時，為核心事件人物，其受到時任成員柳和榮的姊姊柳孝榮簡訊威脅。事件發生後，雅凜除了與團體繼續以《Mirage》專輯展開活動外，雅凜在隔年亦與T-ara其他成員孝敏、𤨒晶、芝妍以子團T-ara N4出道並以專輯《田園日記》展開活動。

## 狀態
2013年7月2日，雅凜在Instagram上傳一張少女抱狗的照片，但該少女被畫成恐怖貓面並留言說：「這隻狗沒表情，像很冷淡的，有點像我一樣」，使粉絲們感到不安，經紀公司隨後公布T-ara、5dolls、The SeeYa、SPEED等團體進行成員變動，在當中表示支持雅凜想轉為SOLO歌手展示其他面貌的意向，並指出T-ara成員也尊重雅凜的意見，除了透過官方粉絲俱樂部傳達消息外，在原定7月12日至13日的T-ara Japan Tour 2013: Treasure Box巡迴演出也為日本粉絲準備了特別影片。同時，經紀公司表示雅凜在演出中不會上台表演，出發的一行人也未見她的身影。隨著雅凜的單飛退團消息發布後，讓所有粉絲都錯愕不已，並有粉絲指「既然如此如此為何要踢走和榮！」，紛紛表示無法理解雅凜為何如此急著要單飛，亦表示無法理解經紀公司的決策。
而在雅凜退團後，在個人Instagram留下「我已經沒有可以失去的東西了，連死也不怕，這是首次警告」的文字，引發關注並使T-ara再次陷入團體霸凌傳聞，經紀公司指雅凜的文章是表達對於自身SOLO歌手挑戰的決心，並表示她對自己的意思被訛傳表示擔憂，希望雅凜的文章不要再有其他的解釋。經紀公司同時也強調非傳聞般受到排擠，而雅凜的母親則表示雅凜的精神無問題，並透露正尋找律師，考慮採取法律行動。一名自稱雅凜的親友向《告示牌》韓國版表示，雅凜是因為5月從美國歸國後，罹患「神病」致使其所屬公司的工作人員和同事們都無法與其正常對話，並與家人斷聯兩周，更有媒體透露經紀公司在得知有「神病說」後，打算安排假期給雅凜並與其父母瞭解具體狀況，同時也表示公司與成員們並不知道此事而情況混亂。
韓國媒體《OSEN》電訪雅凜時，雅凜則表示：「我過的非常幸福，不知道為什麼會出現這樣的報導。剛剛還去吃了生魚片，玩的很開心，看到報導嚇了一跳」，並稱如果真的得了「神病」，那就「等著看瘋魔的舞臺吧」。隨後，雅凜在個人Instagram做出強烈回應，表示：「也不是聽我聽說的，甚至我也沒聽過的，欸~有沒有搞錯阿？不是這樣的好嗎？」、「我不是那樣的人，大家各忙自己的吧。不明白其他人的人生就不要插手~我保證不會再講第二次」，並對團體霸凌傳聞表示：「從今往後，請不要招惹我們社長以及我們公司、家人」。
雅凜在2013年11月開始，接連串的上傳令人不安的照片與影片，而大家對她上傳的文字，產生許多推測，其中在11月9日發布「我的生日，已經過去一分鐘了，大韓民國各位，請等待一下，我們大韓民國人們心裡隱藏的想要殺死我的痛苦，大家因為這個都很辛苦吧？一天一天，請再等待一下」的圖文，但實際上雅凜的生日是在4月19日，因此被懷疑可能罹患精神分裂症，雅凜於10日晚間再次上傳影片稱：「都是演戏。和朋友和妈妈在外面这样。神？迷信？雅琳范儿的美？傻瓜们」，經紀公司對於雅凜一連串的貼文發表聲明表示：「關於雅凜的狀況，我們強烈要求媒體在未經適當求證的狀況下進行報導。請替這個年僅20歲的年輕女孩著想，我們要求媒體終止任何相關報導」。
除此之外，雅凜亦在27日上傳的圖文中表示從國中就看得見鬼魂，阿姨去世的兒子曾找上門等離奇的內容。對此，雅凜的母親再次澄清：「我看過那些照片和訊息，我不相信那是生病。因為還年輕，有一部分的她有著獨特的思考模式」並一再強調雅凜的健康狀況良好。

## 後續
退團後的雅凜仍持續應援T-ara的活動，甚至多次留言為團員們加油打氣，但其在2013年11月13日曾在個人Instagram留下「我最恨的是现在的老板和姐姐们，还有记者们！好心相待，别说相应的回报，就连…我不在乎那些，不过请不要后悔」的文字，但她发表的这一段话很难理解，因为原文根本没有断句，而且还有很多语法错误，使得网友对雅凜精神状态的关注。雅凜最終在2014年8月與經紀公司解約。
隨著和榮退團事件的真相在2017年浮出後，雅凜在個人Instagram寫下長文道：「2013年退團後安靜地生活的我，為甚麼又出現在這可怕的新聞裡？」，也指自己一直很努力生活，希望大家停止提及過去的事，又在選秀節目《The Unit》中表示當時發表的照片是因為萬聖節變裝，但被人指說「異常」，反倒讓她得了社交恐懼症，覺得很害怕人群，還為此到醫院接受一個月治療。